# Anagallis myrtifolia
Anagallis myrtifolia là một loài thực vật có hoa trong họ Anh thảo. Loài này được Kostel. mô tả khoa học đầu tiên năm 1834.